# Ключ 33
| 士                     | 士          | 士          |
| ---------------------- | ----------- | ----------- |
| 32                     | 33          | 34          |
| Піньінь:               | shì         | shì         |
| Чжуїнь:                | ㄕˋ         | ㄕˋ         |
| Вейд-Джайлз:           | shih4       | shih4       |
| Ютпхін:                | si6         | si6         |
| Он:                    |             |             |
| Кун:                   |             |             |
| Кандзі:                | 士 samurai  | 士 samurai  |
| Хун:                   | 선비 seonbi | 선비 seonbi |
| Им:                    | 사 sa       | 사 sa       |
| Індекс у Вікісловнику: | 士          | 士          |

Ключ 32 — ієрогліфічний ключ, що означає вчений або холостяк і є одним із 31 (загалом існує 214) ключа Кансі, що складаються з трьох рисок.
У Словнику Кансі 24 символи із 40 030 використовують цей ключ.

## Символи, що використовують ключ 33

Як писати ієрогліф.

| кількість рисок | ієрогліфи   |
| --------------- | ----------- |
| без додаткових  | 士          |
| 1 додаткова     | 壬          |
| 2 додаткові     | 壭          |
| 3 додаткові     | 壮          |
| 4 додаткові     | 壯 声 壱 売 |
| 5 додаткових    | 壳          |
| 6 додаткових    | 壴 壵       |
| 7 додаткових    | 壶          |
| 8 додаткових    | 壷 壸       |
| 9 додаткових    | 壹 壺 壻    |
| 10 додаткових   | 壼          |
| 11 додаткових   | 壽          |
| 12 додаткових   | 壾 壿 夀    |
| 13 додаткових   | 夁          |